# Panneau de présignalisation d'un tunnel interdit à certains véhicules transportant des marchandises dangereuses
Les  Panneaux de présignalisation d’une section de route comportant un tunnel dont l’accès est interdit à certains véhicules transportant des marchandises dangereuses sont, en France, un panneau de signalisation rectangulaires à fond blanc, portant deux pictogrammes, L’élément supérieur du pictogramme est une partie du panneau B18c et l’élément inférieur est une partie des panneaux B21c1, B21c2, B21d1, B21d2 ou B21e. Ils sont codifiés C117-b21a à C117-b21e.

## Histoire
Trois panneaux codifiés C117a, C117b, C117c ont été créés par arrêté du 25 juin 2009. L’élément supérieur du pictogramme est une partie du panneau B18c et l’élément inférieur est une partie des panneaux B21c1, B21c2 ou B21e.
Ils ont été remplacés avec l'arrêté du 6 décembre 2011 par six panneaux reprenant les six configurations possibles de voies de tunnels.

## Types
Il existe six panneaux de présignalisation d'un tunnel interdit à certains véhicules transportant des marchandises dangereuses, selon la configuration des voies du tunnel : 

C117-b21b
C117-b21c1
C117-b21c2
C117-b21d1
C117-b21d2
C117-b21e

## Usage

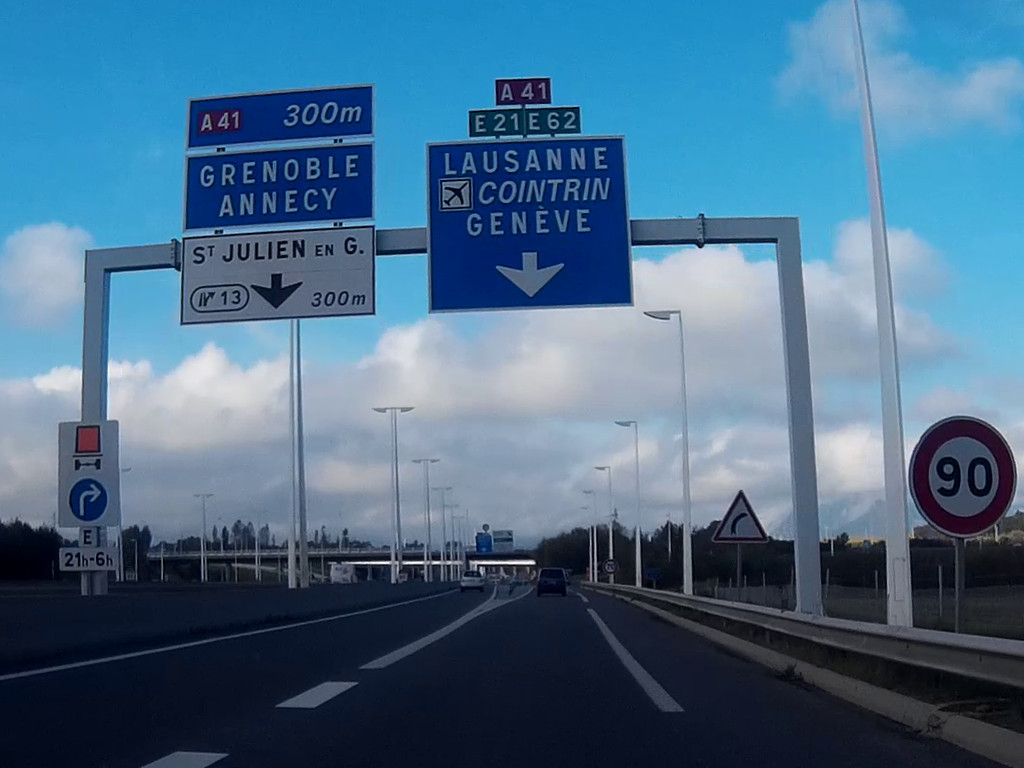
Panneaux C117-b21c1 et M11c1 à gauche de la route

Ce signal est obligatoirement complété par un panonceau M11c1 ou M11c2 indiquant la catégorie du tunnel, représentée par une lettre comprise entre B et E,  définie en fonction des marchandises dangereuses autorisées à y circuler.

## Caractéristiques
Il existe deux gammes de dimensions pour les panneaux d’indication C117 :
- gamme normale : 900 × 1 200 (en mm)
- gamme grande : 1 050 × 1 500 (en mm)

## Implantation

### Distance latérale
Sauf contrainte de site, la distance entre l'aplomb de l'extrémité du panneau situé du côté de la chaussée et la rive voisine de cette extrémité ne doit pas être inférieure à 0,70 m.
En rase campagne, les panneaux sont placés en dehors de la zone située en bord de chaussée et traitée de telle façon que les usagers puissent y engager une manœuvre de redirection ou de freinage dite « zone de récupération », ou leur support au minimum à 2 m du bord voisin de la chaussée, à moins que des circonstances particulières s'y opposent (accotements étroits, présence d'une plantation, d'une piste cyclable, d'une voie ferrée, etc.).
Le support d'un signal peut aussi être implanté sur une propriété riveraine ou ancré à une façade après accord du propriétaire ou par application si cela est possible en vertu du décret-loi du 30 octobre 1935 et du décret 57180 du 16 février 1957.

### Hauteur au-dessus du sol
En rase campagne, la hauteur réglementaire est fixée en principe à 1 m (si plusieurs panneaux sont placés sur le même support, cette hauteur est celle du panneau inférieur), hauteur assurant généralement la meilleure visibilité des panneaux frappés par les feux des véhicules. Elle peut être modifiée compte tenu des circonstances locales soit pour assurer une meilleure visibilité des panneaux, soit pour éviter qu'ils masquent la circulation .
En agglomération, lorsqu’il y a un éclairage public, les panneaux peuvent être placés à une hauteur allant jusqu'à 2,30 m pour tenir compte notamment des véhicules qui peuvent les masquer, ainsi que de la nécessité de ne gêner qu'au minimum la circulation des piétons.

### Position de la face
Le plan de face avant d'un panneau implanté sur accotement ou trottoir doit être légèrement incliné de 3 à 5° vers l'extérieur de la route afin d'éviter le phénomène de réflexion spéculaire qui peut, de nuit, rendre le panneau illisible pendant quelques secondes.

## Visibilité de nuit
Les panneaux et panonceaux de signalisation doivent être visibles et garder le même aspect de nuit comme de jour. Les signaux de danger sont tous rétroréfléchissants ou éventuellement dans certaines conditions définies ci-dessous, éclairés.
Les revêtements rétroréfléchissants doivent avoir fait l'objet, soit d'une homologation, soit d'une autorisation d'emploi à titre expérimental. La rétroréflectorisation porte sur toute la surface des panneaux et panonceaux à l'exception des parties noires ou grises.